# Nyctalus plancyi
Nyctalus plancyi — вид летучих мышей из рода вечерниц семейства гладконосых (Vespertilionidae). Эндемик Китайской Народной Республики со сравнительно большим ареалом распространения на юго-востоке страны и на Тайване.
Видовой суффикс в научном названии отдает дань уважения французскому дипломату и коллекционеру животных Виктору Коллену де Планси, который подарил науке типовой образец.

## Внешний вид и строение
Относительно небольшой вид по сравнению с другими вечерницами с длиной головы и туловища от 6,5 до 7,5 см и хвостом длиной от 3,6 до 5,2 см. Предплечье достигает длины от 4,7 до 5,0 см, задняя лапа — от 1,0 до 1,1 см, ухо — от 1,5 до 1,8 см. Мех коричневый, темнее, чем у вечерницы. Основания волосков красновато-коричневые, а кончики темно-коричневые. Живот немного светлее спины. Волосы также распространяются на части летательной перепонки крыльев и хвостовой летательной перепонки.
Характерные особенности вида касаются прежде всего строения черепа и зубов: верхний наружный резец очень плоский.

## Распространение
Nyctalus plancyi является эндемиком Китайской Народной Республики со сравнительно большим ареалом на юго-востоке страны и на Тайване. Встречается в двух подвидах, из которых Н. р. plancyi обитает в провинциях Пекин, Шаньдун, Хэнань, Шэньси, Ганьсу, Ляонин и Цзилинь и Н. p. velutinus встречается в провинциях Фуцзянь, Аньхой, Цзянсу, Чжэцзян, Цзянси, Гуандун, Гуанси, Хунань, Хубэй, Гуйчжоу, Юньнань, Сычуань и Хэбэй, а также в Гонконге и Тайване.

## Образ жизни
Китайская вечерница ведет ночной образ жизни и, как и другие виды рода, питается преимущественно насекомыми. Помимо пещер, старых деревьев и расщелин в скалах, местами отдыха вида, где они днюют, являются старые храмы и чердаки.
Спаривание проходит перед зимовкой в начале-середине ноября. Овуляция происходит в марте, и самки оплодотворяются спермой самцов, хранящейся в их организмах с осени. Беременность длится от 50 до 60 дней, и в июне обычно рождаются двое детенышей.

## Систематика
Nyctalus plancyi — один из восьми видов рода вечерницы (Nyctalus), из которых на территории ее ареала также встречаются рыжая вечерница (Nyctalus noctula) и восточная вечерница (Nyctalus aviator). В некоторых случаях восточная вечерница считался подвидом рыжей вечерницы, а в других случаях каждый из двух подвидов Nyctalus plancyi считается независимым видом.
Согласно исследованию Salgueiro et al. в 2007 году Nyctalus plancyi является наиболее базальным видом и, следовательно, родственником прочих видов вечерниц. Остальные виды разделены на две группы, одна из которых состоит из рыжей вечерницы (Nyctalus noctula), гигантской вечерницы (Nyctalus lasiopterus) и восточной вечерницы (Nyctalus aviator) и другой из малой вечерницы (Nyctalus leisleri) и азорской вечерницы (Nyctalus azoreum).

## Угрозы и охрана
Из-за большого ареала распространения и предполагаемой большой численности популяции этот вид внесен в список МСОП как не находящийся под угрозой исчезновения (вызывающий наименьшее беспокойство). О каком-либо уменьшении численности или потенциальной угрозе дальнейшему существованию не известно.
Этот вид также занесен в Красный список исчезающих видов Китая как не находящийся под угрозой исчезновения.